# Dekabristen-Straße (Mykolajiw)

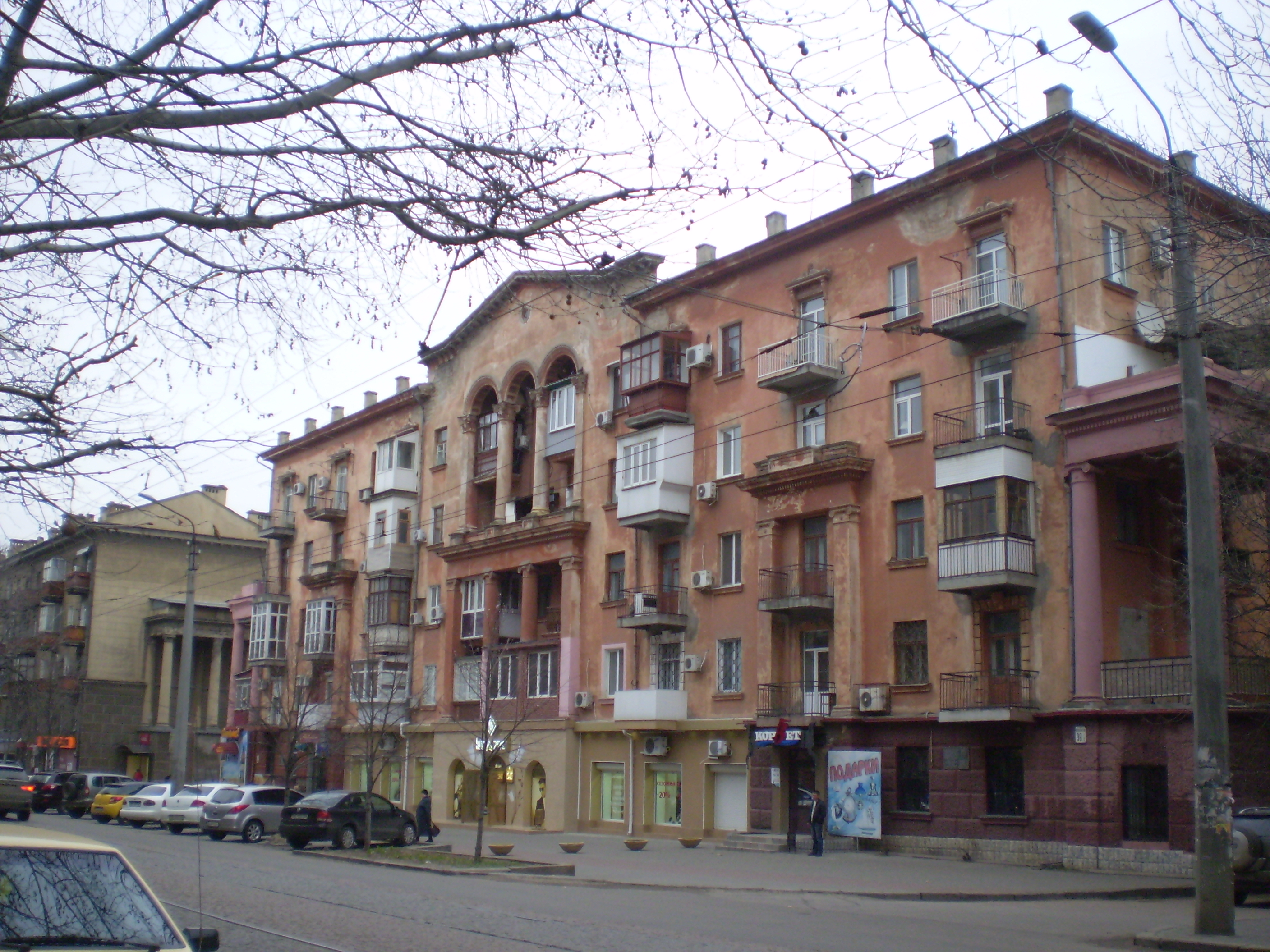
Gebäude an der Dekabristen-Straße

Die Dekabristen-Straße (ukrainisch Вулиця Декабристів) ist eine Straße in Mykolajiw, einer Hafenstadt in der südlichen Ukraine. An der Straße befinden sich mehrere Kulturdenkmäler.

## Beschreibung

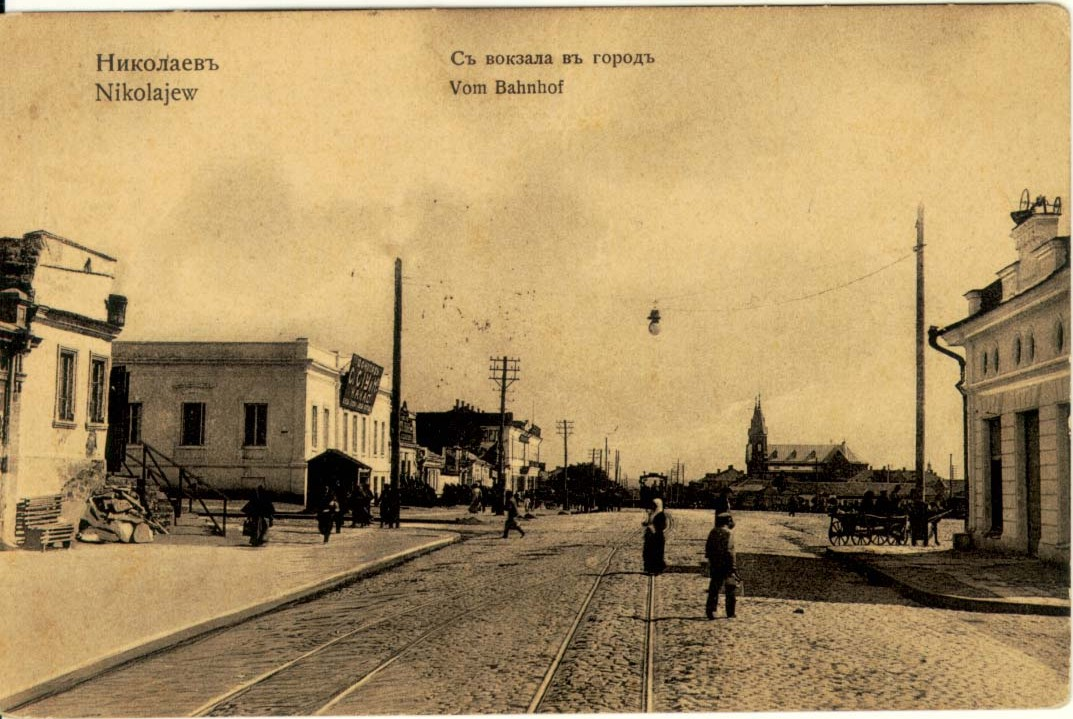
Bahnhof

Die Dekabristen-Straße ist eine historische Straße von Mykolajiw, die die Admiralstraße von Mykolajiw mit dem Bereich des alten Bahnhofs verbindet und zur „Großen Meerstraße“ führt.
1882 hieß sie Glasenapp-Straße, benannt nach Gottlieb Friedrich Alexandrowitsch von Glasenapp, der Admiral der kaiserlich russischen Marine, Generaladjutant des Zaren Nikolaus I. und Mitglied des russischen Staatsrates war. Glasenapp war Oberbefehlshaber der Schwarzmeerflotte und war von 1860 bis 1871 Militärgouverneur von Mykolajiw.
1919 wurde die Straße zu Ehren der Dekabristen Alexander und Joseph Poggio und Mykola Tschyschow umbenannt, die in der Stadt lebten.

## Kulturdenkmäler
- Haus von A. N. Uschakow (ukrainisch: Будинок А. Н. Ушакова) an der Dekabristen-Straße 5 ist ein Kulturdenkmal mit der Nummer 48-101-0129.[1] Das im 19. Jahrhundert erbaute  Wohnhaus wurde im Stil des Neobarock erbaut.[2]
- Haus Dekabristen-Straße 15 ist ein Kulturdenkmal mit der Nummer 48-101-0130.[3] Das im 19. Jahrhundert erbaute  Wohnhaus wurde im Stil des Neobarock erbaut.[4]
- Haus Dekabristen-Straße 32 ist ein Kulturdenkmal mit der Nummer 48-101-0134.[5] Das im 19. Jahrhundert erbaute  Pfarr- und Schulhaus wurde im Stil der Neogotik erbaut.[6]
- Kirche St. Josef ist ein Kulturdenkmal mit der Nummer 48-101-0133.[7]

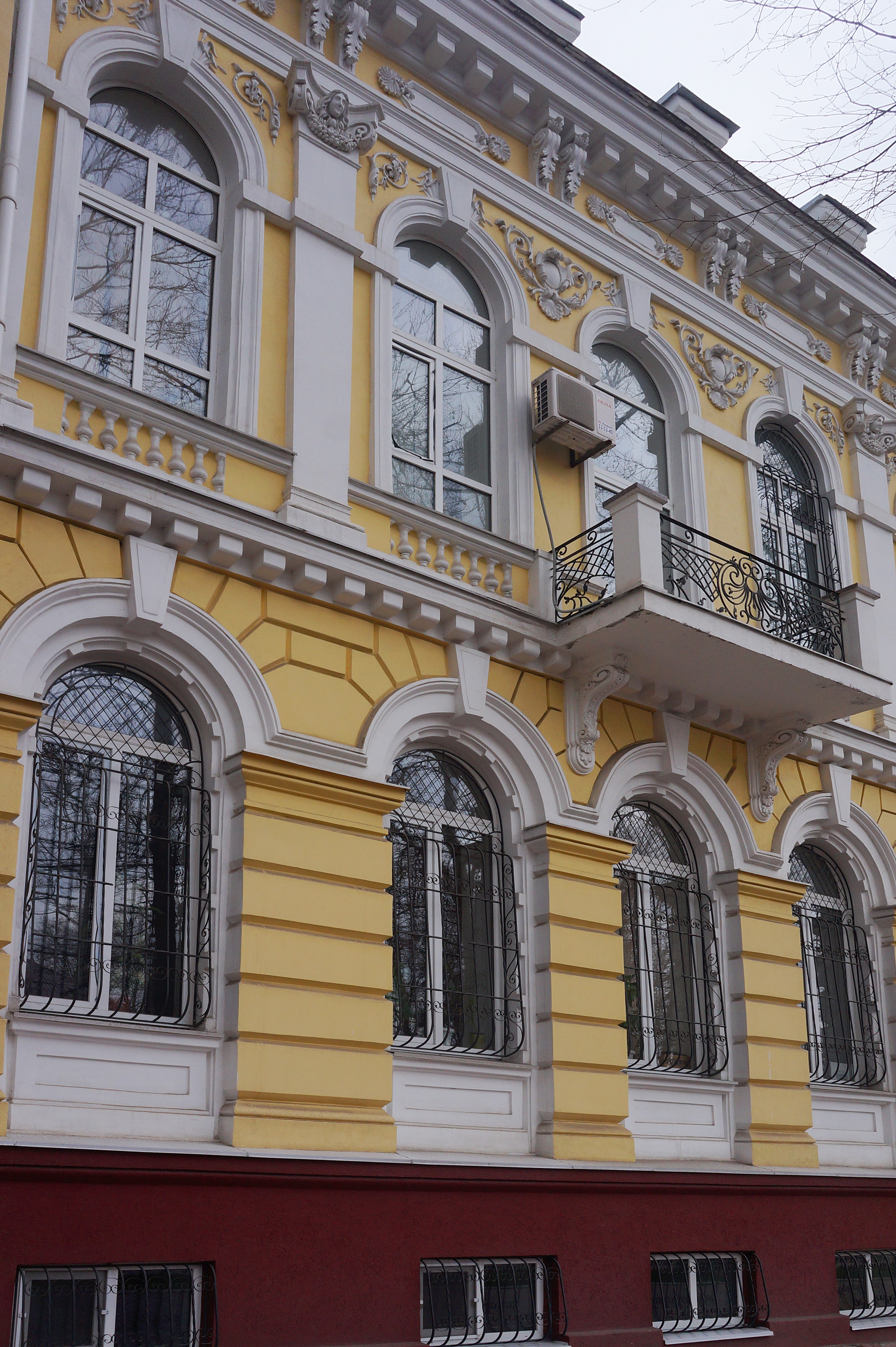
Haus Nr. 5
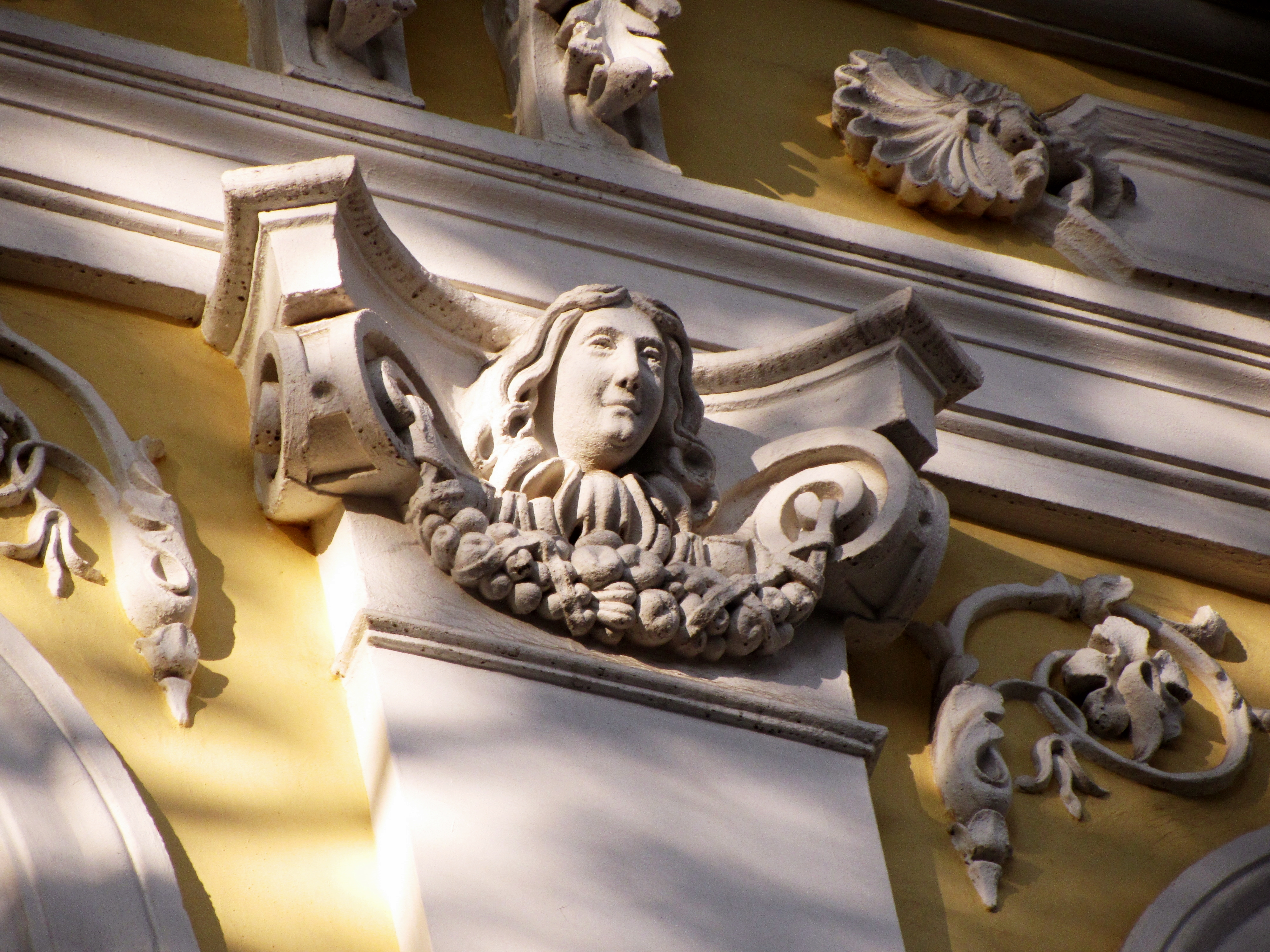
Haus Nr. 5, Detail
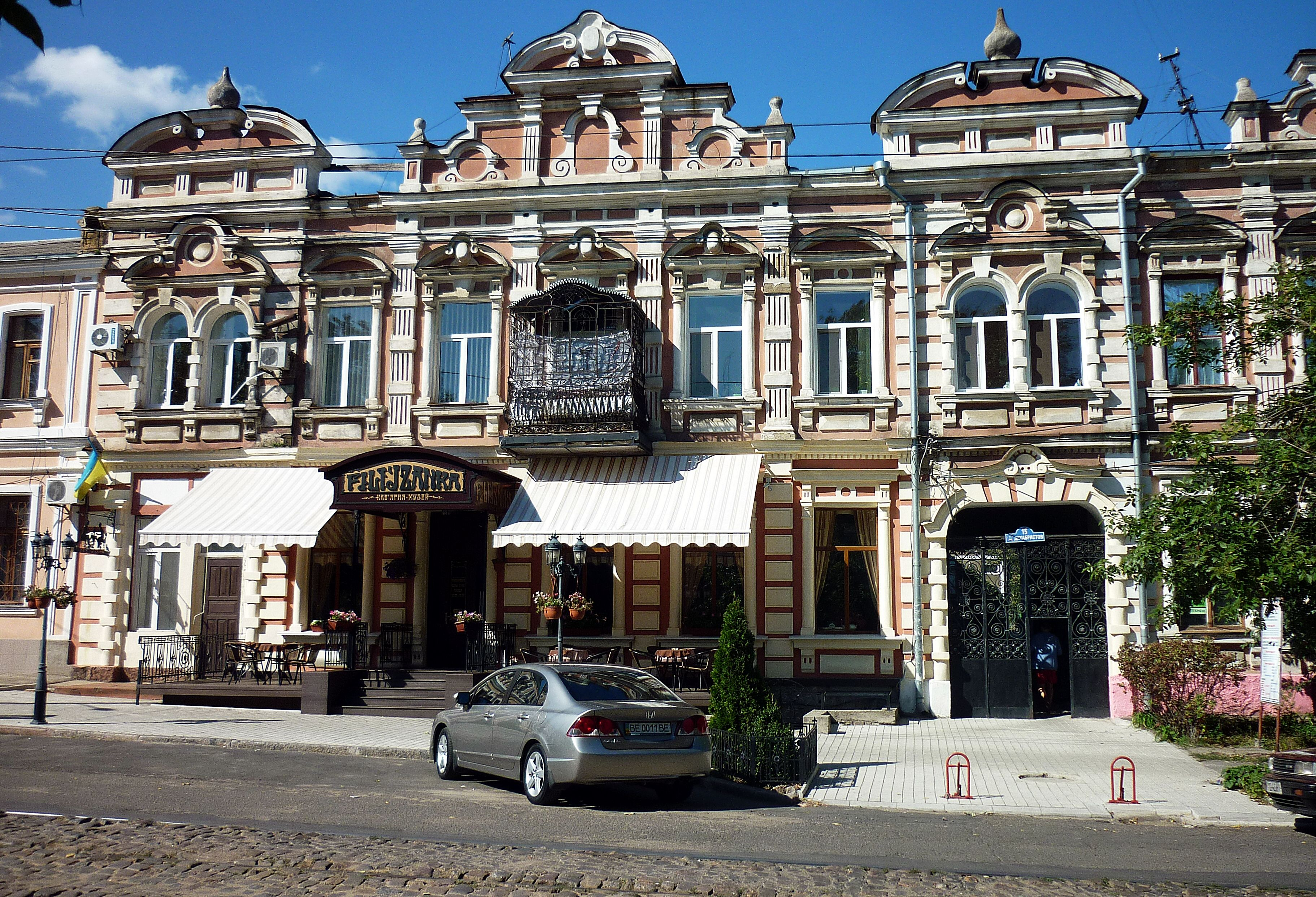
Haus Nr. 15
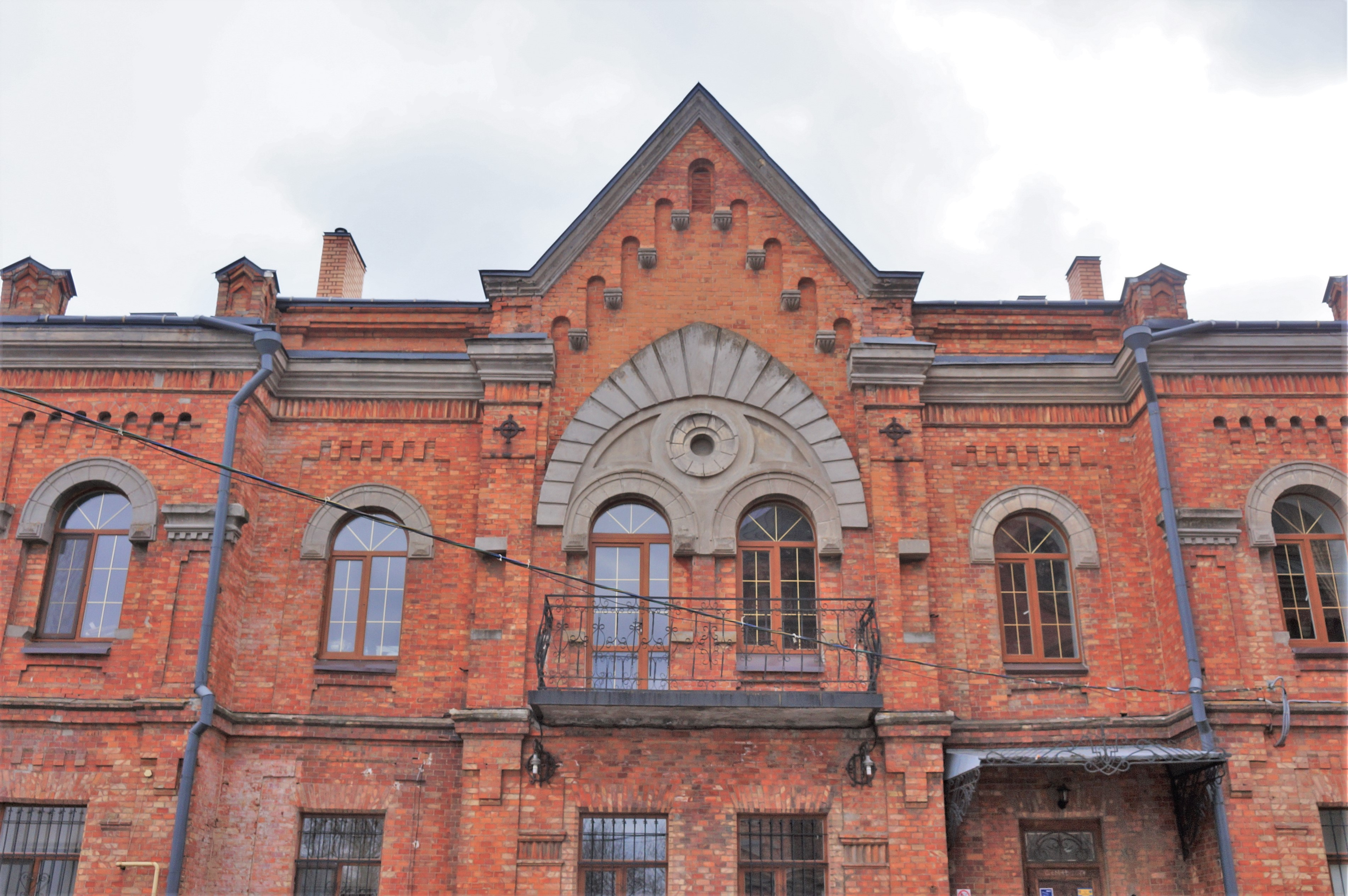
Haus Nr. 32, Detail
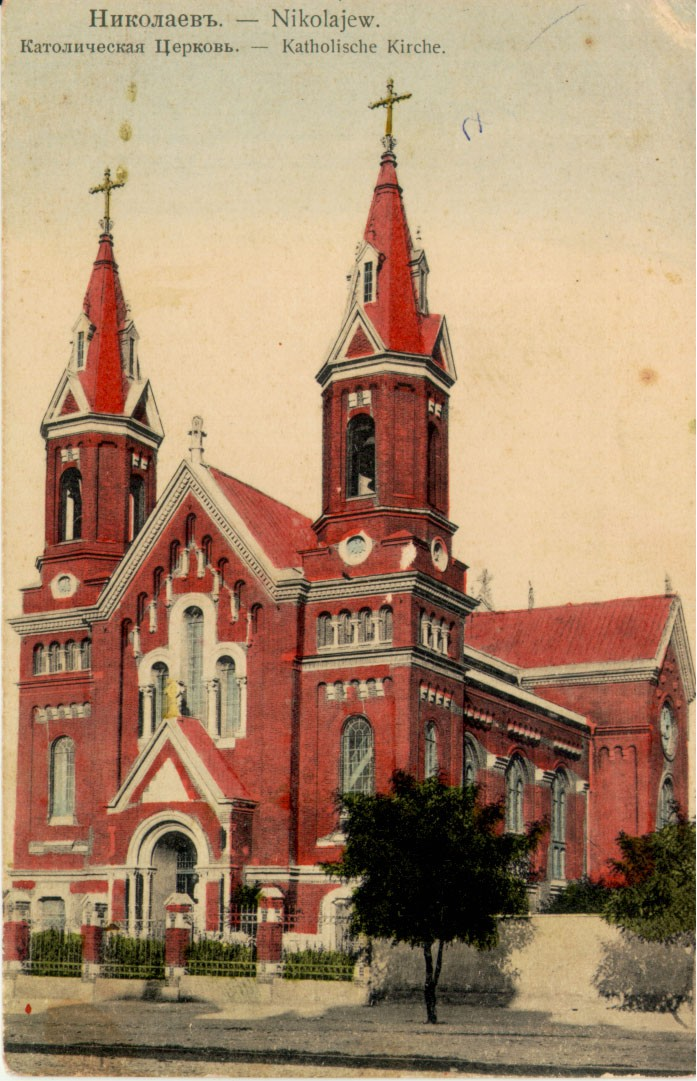
Die katholische Kirche St. Josef in Mykolajiw